# Спарта (Илиноис)
Спарта (енгл. Sparta) град је у америчкој савезној држави Илиноис. По попису становништва из 2010. у њему је живело 4.302 становника.

## Демографија
Према попису становништва из 2010. у граду је живело 4.302 становника, што је 184 (4,1%) становника мање него 2000. године.
| Група             | 2000.         | 2010.         |
| Белци             | 3.610 (80,5%) | 3.404 (79,1%) |
| Афроамериканци    | 702 (15,6%)   | 751 (17,5%)   |
| Азијати           | 23 (0,5%)     | 20 (0,5%)     |
| Хиспаноамериканци | 61 (1,4%)     | 64 (1,5%)     |
| Укупно            | 4.486         | 4.302         |